# Curatelle en Suisse
Pour les articles sur les autres pays et juridiction, voir Curatelle.
La curatelle, du latin curator (soigner), en allemand Beistandschaft, est une mesure de protection établie par la justice, volontaire ou imposée, en faveur d'une personne majeure ou mineure qui a besoin d'aide. Elle peut servir à l'aider dans la gestion de ses affaires personnelles, voire de la représenter selon les cas et le type de curatelle.
Elle succède à la tutelle lors de la révision du droit de la tutelle en 2013.

## Types de curatelle
En droit suisse, il existe plusieurs types de curatelles. Le Code civil prévoit ces mesures de protection aux articles suivants:

### Base légale
- Code civil suisse (CC) du 10 décembre 1907 (état le 1er janvier 2020), RS 210, art. 390 à 425.